# Розел (Канзас)
Розел (англ. Rozel) — місто (англ. city) в США, в окрузі Поні штату Канзас. Населення — 102 особи (2020).

## Географія
Розел розташований за координатами 38°11′44″ пн. ш. 99°24′9″ зх. д. / 38.19556° пн. ш. 99.40250° зх. д. (38.195450, -99.402488).  За даними Бюро перепису населення США в 2010 році місто мало площу 0,44 км², уся площа — суходіл. В 2017 році площа становила 0,50 км², уся площа — суходіл.

## Демографія
Згідно з переписом 2010 року, у місті мешкало 156 осіб у 66 домогосподарствах у складі 43 родин. Густота населення становила 358 осіб/км².  Було 85 помешкань (195/км²).
Расовий склад населення:
| - 100,0 % — білих |

До двох чи більше рас належало 0,0 %. Частка іспаномовних становила 4,5 % від усіх жителів.
За віковим діапазоном населення розподілялося таким чином: 23,1 % — особи молодші 18 років, 58,3 % — особи у віці 18—64 років, 18,6 % — особи у віці 65 років та старші. Медіана віку мешканця становила 44,5 року. На 100 осіб жіночої статі у місті припадало 105,3 чоловіків;  на 100 жінок у віці від 18 років та старших — 114,3 чоловіків також старших 18 років.
Середній дохід на одне домашнє господарство  становив 57 655 доларів США (медіана — 51 042), а середній дохід на одну сім'ю — 64 698 доларів (медіана — 58 125). Медіана доходів становила 46 875 доларів для чоловіків та 40 938 доларів для жінок. За межею бідності перебувало 18,7 % осіб, у тому числі 32,6 % дітей у віці до 18 років та 3,2 % осіб у віці 65 років та старших.
Цивільне працевлаштоване населення становило 94 особи. Основні галузі зайнятості: сільське господарство, лісництво, риболовля — 21,3 %, освіта, охорона здоров'я та соціальна допомога — 19,1 %, мистецтво, розваги та відпочинок — 14,9 %, виробництво — 12,8 %.